# Samoispunjavajuće proročanstvo
Samoispunjujuće proročanstvo je predviđanje da ono, direktno ili indirektno, prouzrokuje samo sebe da postane istina, pod sopstvenim uslovima usled pozitivnog povratka informacija između verovanja i ponašanja. Iako primeri takvih proročanstava mogu da se nađu i u literaturi stare Grčke i drevne Indije, za kovanicu samoispunjujuće proročanstvo zaslužan je Robert K. Merton, sociolog 20. veka koji je napravio strukturu tog izraza i opisao posledice. U svom članku Samoispunjujuće proročanstvo iz 1948. godine, Merton ovako definiše izraz:
U početku, samoispunjujuće proročanatvo je lažna definicija situacije koja pobuđuje novo ponašanje koje prouzrokuje da probitno lažni koncept postane istina.
Drugim rečima, pozitivno ili negativno proročanstvo, snažno utvrđeno verovanje ili iluzija - označene kao istine kada su, u stvari laži - mogu dovoljno uticati na ljude da njihove reakcije na kraju ispune nekada lažno proročanstvo.
Samoispunjujuće proročanstvo prouzrokuje bihevioralno potvrdu po kome ponašanje, pod uticajem očekivanja, prouzrokuje da ta očekivanja postanu istina. Poklapa se sa samoporažavajućim proročanstvom.

## Poreklo koncepta
Mertonov koncept samoispunjujućeg proročanstva dolazi iz Tomasove teoreme koja kaže da 'ako čovek definiše situaciju kao stvarnu, ona se ostvaruje kroz posledice'. Prema Tomasu, ljudi ne samo da reaguju na situacije u kojima su, već mnogo češće, na način na koji posmatraju tu situaciju kao i na značenje koje prepisuju svojoj percepciji. Zbog toga je njihovo ponašanje delimično određeno njihovom percepcijom i značenjem koje oni daju situaciji u kojoj se nalaze, a ređe samom situacijom. Kada se ljudi jednom uvere da situacija zaista ima određeno značenje, bez obzira na to da li je to zaista tako, preduzeće određene vrlo stvarne korake koji će imati svoje posledice.
Merton je odveo koncept i korak dalje i primenio ga na skorašnji sociološki fenomen. U svojoj knjizi Socijalna teorija i struktura on opisuje povlačenje novca iz banke kojom predsedava Kartrajt Milingvil. To je tipična banka i Milingvil je vodi pošteno i prilično pravilno. Kao rezultat toga, banka ima tekuću aktivu (gotov novac) kao i sve banke, ali je većina te aktive uložena u različite poslove. Onda jednog dana dođe u banku mnogo klijenata u isto vreme - ne znamo šta je tačno pravi razlog. Klijenti, videći toliko drugih ljudi u banci, počinju da brinu. Širi se lažna glasina da sa bankom nešto nije u redu i sve više klijenata žuri u banku da pokuša da izvuče deo svog novca dok još uvek može. Povećava se broj klijenata u banci i raste njihova nervoza i uzbuđenje što, za uzvrat, potpiruje glasine o nesolventnosti banke i nadolazećem bankrotstvu. To prouzrokuje da sve više klijenata dolazi u banku i pokušava sa povuče svoj novac. Na početku dana - banka nije bila nesolventna, ali glasina o nesolventnosti je rezultirala iznenadnim zahtevima za povlačenje novca od previše klijenata, čemu se nije moglo izaći u susret, što je prouzrokovalo da banka postane nesolventna i proglasi bankrotstvo. Merton zaključuje ovaj primer sledećom analizom:
Ova parabola nam govori da javne definicije situacije (proročanstva ili predviđanja) postaju sastavni deo situacije i zbog toga utiču na posledični razvoj. Ovo je specifično za ljudske odnose i ne sreće se u netaknutoj prirodi. Predviđanja povratka Helejeve komete neće uticati na njeno kretanje. Ali zato je glasina o nesolventnosti Milingvilove banke uticala na krajnji ishod. Proročanstvo o kolapsu je samo dovelo do svog ispunjenja.
Merton je zaključio da je jedini način na koji može da se prekine krug samoispunjujućih proročanstava da se ponovo utvrde tvrdnje na kojima je prvobitno zasnovana lažna pretpostavka.
U ekonomskim 'ekspektacionim modelima' inflacije ljudska predviđanja budućih inflacija ih navode da troše više danas i zahtevaju više nominalne kamatne stope za sve štednje jer očekuju i da će cene rasti. Ovakav zahtev za višim kamatnim stopama i povećana potrošnja u sadašnjosti stvara inflacioni pritisak i može da izazove inflaciju čak i ako su predviđanja buduće inflacije neosnovana. Teorija predviđanja inflacije odigrala je veliku ulogu u potezima Pola Volkera dok je bio predsednik državnih rezervi tokom borbi protiv visoke inflacije i nezaposlenosti tokom sedamdesetih godina 20. veka.
Filozof Karl Poper je samoispunjujuće proročanstvo nazvao Edipovim kompleksom:
Jedna od ideja koju sam izneo u 'Siromaštvu istorije' bio je uticaj predviđanja na predviđeni događaj. Nazvao sam je Edipovim kompleksom jer je proročanstvo odigralo najvažniju ulogu u sledu događaja koji su odveli do ispunjenja proročanstva. ... Jedno vreme sam mislio da se postojanje Edipovog kompleksa razlikuje u društvenim i prirodnim naukama, ali i u biologiji - čak i molekularnoj biologiji - predviđanja često igraju ulogu u ispunjenju onoga što se očekivalo.
Preteča ovog koncepta se pojavljuje u delu Slabljenje i pad Rimskog carstva koje je napisao Edvard Gibson 'Tokom mnogo godina, predviđanje, kao i obično, dovelo je do sopstvenog ispunjenja' (prva glava, drugi deo)

## Primena
Postoji puno primera u studijama o teoriji kognitivne disonance i njoj bliske teorije o samopercepciji; ljudi će često promeniti svoj stav da bi on bio u skaldu sa onim što javno ističu.
U SADa ovaj koncept je naširoko i uporno primenjivan u reformi javnog obrazovanja prateći Rat protiv siromaštva. Teodor Brameld je primetio: „Najjednostavnije rečeno, obrazovanje već projektuje i time ojačava one lične i kulturne navike koje se već smatraju usvojenim i dominantnim.” Uticaji na stavove, verovanja i vrednosti učitelja utiču na to da su njihova očekivanja na stalnom testu.
Fenomen „neizbežnosti rata” je samoispunjujuće proročanstvo na čiju temu je napravljen značajan broj studija.
Ta ideja je slična onoj o kojoj raspravlja filozof Vilijam Džejms u svom delu Volja za verom, s tim da Džejms vidi tu ideju u pozitivnom svetlu kao samopotvrđivanje verovanja. Isto kao što u Mertonovom primeru verovanje da je banka nesolventna može da stvori činjenicu da zaista to i jeste, isto tako, s pozitivne strane, poverenje u dobro držanje banke može da pomogne njenom jačanju. Slično tome, napadi panike i spekulacija na berzi mogu biti izazvani verovanjem da će cena robe ići gore (ili dole) što dalje izaziva masovni pokret prodaje ili kupovine.
Još jedan Džejmskovski primer: seoski momak, ubeđen da lepa gospa mora da voli njega, može da se pokaže mnogo efektnijim u svom udvaranju nego što bi to bio slučaj da je prvobitni utisak porazan.
Postoji jak dokaz u obliku 'Uticaji interpersonalnih očekivanja' gde naizgled lična očekivanja pojedinaca mogu da predvide krajnji rezultat događaja oko njih. Mehanizmi po kojima se ovo dešava se takođe vrlo lako razumeju: naša lična očekivanja menjaju naše ponašanje na način koji možemo da ne primetimo i ispravimo. U slučaju 'Uticaja interpersonalnih očekivanja' pojedinci skupljaju neverbalna ponašanja koja utiču na njihove stavove. Poznati primer uključuje istraživanje tokom koga je učiteljima proizvoljno rečeno da će nasumično odabrani učenici 'procvetati'. I, začudo, na kraju godine baš su ti nasumično odabrani učenici završili godinu sa značajnim napretkom.
Drugi posebni primeri o kojima se raspravlja u psihologiji uključuju:
- fenomen pametnog Hansa
- uticaj ispitivača na subjekte ispitivanja
- Hotornov efekat
- Placebo efekat
- efekat Pigmaliona
- pretnja od stereotipa

## Sport
U kanadskom hokeju na ledu igrači u juniorskoj ligi se biraju po sposobnostima, motornoj koordinaciji, fizičkoj zrelosti i drugim individualnim pozitivnim karakteristikama. Ipak, psiholog Robert Barnsli je pokazao da u svakoj elitnoj grupi igrača hokeja 40% njih je rođeno između januara i marta, nasuprot rezultatima statistike koji predviđaju samo 25%. Kako se objašnjava, u Kanadi se za hokej uzimaju deca rođena posle 1. januara, a deca koja su rođena u prvim mesecima godine su do 11 meseci starija od ostale dece što predstavlja znatnu fizičku prednost u preadolescentnoj dobi (9 ili 10 godina). Izabrani igrači su izloženi zahtevnijim treninzima, igraju više utakmica i imaju bolje saigrače. Svi ti faktori su, u stvari, oni zbog kojih postaju bolji igrači, ispunjavajući time predviđanja, dok je stvaran razlog starost igrača kao postavljeni kriterijum. Isti razultati su primećeni i 1997. godine u belgijskom fudbalskom timu kad je datum izborne godine sa 1. avgusta pomeren na 1. januar.

## Stereotip
Ovaj poseban oblik samoispunjujućeg proročanstva je vrlo uobičajen i poprima razne oblike. Na primer, očekivanje da se neka politička partija ponaša na određeni način - u odnosu na rasu, religiju, pol i još mnogo toga drugog - može na kraju da dovede do toga da ta partija imitira taj stereotip.

## Književnost, mediji i umetnost
Samoispunujuće proročanstvo se u književnosti često koristi kao sredstvo za pravljenje zapleta. Vekovima se koristi u pričama, ali je nedavno stekao veliku popularnost kroz žanr naučne fantastike. Obično se koristi ironično, kada se prorečeni događaj dešava slučajno kao posledica događanja koje izaziva glavni junak pokušavajući da spreči ispunjenje (skorašnji primer bi bio Anakin Skajvoker, izmišljeni džedaj-vitez koji postaje Dart Vejder u Ratovima zvezda Džordža Lukasa). Takođe se ponekad koristi i kao komično olakšanje.

### Klasična književnost
Mnogi mitovi, legende i bajke koriste motiv samoispunjujućeg proročanstva kao glavni element naracije čiji je cilj da prikaže neumoljivu sudbinu kao osnovni element helenističkog viđenja sveta. Najrasprostranjeniji je motiv deteta, ili nerođenog ili još ni začetog, kome se proriče da će da izazove nešto što oni na vlasti ne žele da se desi. Ovo može da bude smrt moćne osobe, a u nekim vedrijim verzijama može biti i brak siromašnog deteta ili deteta iz nižeg staleža sa nekim od svojih krvnih srodnika. Događaji se odvijaju kao posledica pokušaja da se oni spreče, a napuštanje deteta je ono što pokreće događaje.

### Starogrčka književnost
Najpoznatiji primer grčkih legendi je mit o Edipu. Pošto je upozoren da će ga njegovo dete ubiti jednog dana, kralj Laj napušta svog novorođenog sina Edipa i ostavlja ga da umre. Edipa pronalaze i odgajaju drugi ljudi kao svog sina nesvesnog svog pravog porekla. Kad je odrastao, Edip je upozoren da će ubiti svog oca i oženiti se svojom majkom. Verujući da su ljudi koji su ga podigli njegovi pravi roditelji, on napušta kuću i putuje Grčkom da bi stigao do grada gde žive njegovi pravi roditelji. Tamo upada u tuču u kojoj ubija stranca, koji mu je u stvari pravi otac, i ženi se njegovom udovicom, koja mu je u stvari majka.
Iako legenda o Perseju počinje proročanstvom da će on ubiti svog dedu Areksija i njegovim progonstvom zajedno sa svojom majkom Danajom, proročanstvo je samoispunjujuće samo u nekim varijantama. U nekima, on slučajno probada svog dedu kopljem na takmičenju, što je moglo da se desi bez obzira na Areksijevu reakciju na proročanstvo. U drugima, njegovo prisustvo na takmičenju je objašnjeno saznanjem za proročanstvo, pa njegov pokušaj da ga izbegne zaista dovodi do ispunjenja. Opet, u nekim verzijama, Areksije je gost na venčanju na koje je Polidakt prisilio Danaju, kada ih je Persej sve pretvorio u kamene kipove Gorgoninom glavom koju je osvojio na rizičnom putovanju na koje ga je poslao Polidakt, nadajući se da će se tako osloboditi Perseja da bi mogao da se oženi Danajom u koju se zaljubio kad ju je otac proterao - u tim slučajevima se radi o samoispunjujućem proročanstvu.
Grčka istoriografija nam pruža još jedan primer upotrebe samoispunjujućeg proročanstva - kada je Krez, kralj Lidije, upitao proročište u Delfima da li da osvoji Persiju, dobio je odgovor da, ako to uradi, uništiće veliko kraljevstvo. Pretpostavljajući da je odgovor značio da će uspeti - napao je, ali kraljevstvo koje je uništio bilo je njegovo sopstveno. U jednom ovakvom primeru, proročanstvo pokreće nekoga na akciju jer je naveden da očekuje dobar rezultat, ali se dešava neočekivano; rezultat je poražavajuć, što svakako ispunjava proročanstvo.
Ljudi ne moraju obavezno da neuspešno izbegavaju proročanstvo da bi ono bilo samoispunjujuće. Na primer, kad je predviđeno da će Zevs zbaciti svog oca Krona i zauzeti mu mesto na tronu kralja svih bogova, on je aktivno započeo rat protiv svog oca i direktno pokušao da ispuni proročanstvo. Ovo čini to proročanatvo ispunjujućim jer je proročanstvo ono koje je inspirisalo Zevsa da to uopšte i pokuša.

### Rimska književnost
Priča o Romulu i Remu je još jedan primer. Prema legendi, jedan čovek je zbacio sa prestola svog brata, kralja. Onda je naredio da se njegova dva bratanca udave jer se plašio da bi oni jednog dana mogli da ga ubiju kao što je on ubio svog brata. Dečaci su smešteni u pletenu korpu i bačeni u reku Tibar. Vučica je pronašla bebe i odgajila ih. Kasnije, čobanin je pronašao blizance i nazvao ih Romul i Rem. Kada su stigli do tinejdžerskih godina, otkrili su ko su. Ubili su svog strica i time ispunili proročanstvo.

### Arapska književnost varijacija
Jedna od varijacija samoispunjujućeg proročanstva je samoispunjujući san, što datira još od srednjevekovne arapske književnosti. Nekoliko priča u Hiljadu i jednoj noći, takođe poznatoj po imenu Arapske noći, koriste ovo da predvide šta će se desiti kao poseban oblik književnog proricanja. Zanimljiv je primer priča Propali čovek koji je opet postao bogat putem sna koja govori o čoveku koji sanja glas koji mu govori da napusti svoj rodni Bagdad i krene u Kairo gde će otkriti skriveno blago. Čovek putuje tamo i doživljava nesreću posle čega gubi veru u proročanstvo i završava u zatvoru gde priča svoj san policajcu. Policajac ismeva ideju o slutećem snu i govori čoveku o svom snu o kući sa dvorištem i fontanom u Bagdadu i zakopanom blagu ispod fontane. Čovek u opisu prepoznaje sopstvenu kuću i, pošto je pušten iz zatvora, vraća se kući i iskopava blago. Drugim rečima, sluteći san ne samo da predviđa budućnost već je i sam san bio uzrok ispunjenja. Jedna verzija ove priče se pojavljuje kasnije u engleskom folkloru u priči Torbar iz Svafama.
Još jedan primer samoispunjujućeg proročanstva može da se nađe u Priči o Atafu u kojoj Harun al Rašid konsultuje svoju biblioteku (Kuću Mudrosti), čita knjigu koju je nasumično izabrao, 'počinje da se smeje i plače, isteruje vernog vezira' Džafara ibn Jaha. Džafar, 'uznemiren napušta Bagdad i upada u brojne avanture u Damasku, koje uključuju Atafa i žene kojima se Ataf na kraju ženi.' Po povratku u Bagdad, Džafar čita istu knjigu koja je naterala Rašida da se smeje i plače i otkriva da ona opisuje njegove i Atafove avanture. Drugim rečima, Harunovo čitanje knjige je izazvalo dešavanja koja su opisana u knjizi. Ovo je rani primer obrnutih događaja, kada rezultat stiže pre uzroka. Ovu priču je Petrus Alfonsi preveo na latinski u 12. veku i uključio je u svoje delo Disciplina Clericalis. Jedna verzija ove priče se pojavljuje u delu Gesta Romanorum iz 14. veka kao i u Dekameronu Đovanija Bokača.

### Hinduistička književnost
Samoispunjujuće proročanstvo se pojavljuje u klasičnoj sanskritskoj književnosti. U priči o Krišni u indijskom epu Mahabarata, Kansa, vladar kraljevstva Matura, boji se proročanstva koje predviđa njegovu smrt od ruke sina njegove sestre Devaki, pa je zatvara u zatvor i ubija svu njenu decu na rođenju. Posle ubistva prvih šestoro dece i njenog navodnog pobačaja sedmog, rođen je Krišna, osmi sin. Pošto mu je život bio u opasnosti, prokrijumčaren je napolje sa bi ga odgajili staratelji Jišoda i Nanda u selu Gokula. Godinama kasnije Kansa je saznao da je dete pobeglo i slao je razne demone da ga ubiju. Krišna je zajedno sa svojim bratom Balaramom pobedio sve demone. Kada se Krišna kao mlasić vratio u Maturu, zbacio je i ubio svog ujaka Kansu. Baš su Kansini pokušaji da spreči proročanstvo bili ti koji su doveli do njegovog ispunjenja.

### Ruska književnost
Oleg iz Novgoroda je bio varjaški princ koji je vladao ruskim narodom tokom ranog desetog veka. Kao što kažu stare istočno-slovenske hronike, paganski sveštenik je prorekao da će Olegov pastuv biti izvor Olegove smrti. Da bi ovo izbegao, Oleg je oterao konja. Mnogo godina kasnije se pitao gde je konj i saznao je da je mrtav. Tražio je da vidi ostatke, pa su ga odveli na mesto gde su ležale kosti. Kada je dodirnuo lobanju konja svojom čizmom, pojavila se zmija i ujela ga. Oleg je umro, tako da se proročanstvo ispunilo. U Povesti minulih leta, Olega nazivaju Prorokom, ironično se osvrćući na okolnosti njegove smrti. Ovu priču je romantizovao Aleksandar Puškin u svojoj proslavljenoj baladi Pesma o mudrom Olegu. U skandinavskoj tradiciji ova legenda je nastavila da živi u sagi o Orvar Odu.

### Evropske bajke
Mnoge bajke, kao što je Đavo sa tri zlatne dlake, Priča o trojici čudesnih prosjaka ili Kralj koji bi želeo da je jači od sudbine, imaju glavnu ideju proročanstvo koje kaže da će se siromašni momak oženiti bogatom devojkom (ili, ne tako često, siromašna devojka udati za bogatog momka). Ovo je priča vrste 930 u klasifikacionoj šemi koju je napravio Arne-Tompson. Pokušaji devojčinog oca da spreči venčanje su razlog zašto momak završava oženjen baš njom.
Još jedna bajka govori o starijoj deci. U Jeziku ptica, otac primorava sina da mu kaže šta ptice govore - da će otac biti sluga svom sinu. U Malju, otac primorava svoju ćerku da mu ispriča svoj san - da će joj otac pridržati krčag da opere ruke. U svim takvim pričama, otac uzima dečiji odgovor kao dokaz loše volje i tera dete od kuće, što omogućuje da se dete toliko promeni da ga otac kasnije ne prepoznaje i nudi se da mu bude sluga.
U nekim verzijama Uspavane lepotice, kao što je Sunce, mesec i sreća san Uspavanoj lepotici nije donela kletva, već proročanstvo da će je ugroziti lan (ili konoplja) što prouzrokuje donošenje kraljevskog naređenja da se uklone sav lan i konoplja iz zamka, što izaziva devojčinu radoznalost i rezultira nesvesnošću o opasnosti.

### Šekspir
Šekspirov Magbet je još jedan klasičan primer samoispunjujućeg proročanstva. Tri veštice proriču Magbetu da će jednom postati kralj, ali da će posle potomak njegovog najboljeg prijatelja vladati umesto njegovog rođenog. Magbet istovremeno pokušava da ispuni prvu polovinu proročanstva i da očuva na tronu svoju krvnu liniju umesto krvne linije svog prijatelja. Progonjen proročanstvom, on ubija kralja i svog prijatelja, nešto što inače nikad ne bi uradio. Na kraju, zlodela koja je počinio da bi izbegao da ga nasledi tuđa krv izazivaju revoluciju u kojoj biva ubijen.
Kasnije proročanstvo koje izriču veštice u svom prvom pojavljivanju da bi Magbet 'trebalo da se čuva Mekdafa' je takođe samoispunjujuće proročanstvo. Da ovo nije rečeno Magbetu, onda on možda ne bi smatrao Mekdafa pretnjom. Magbet ne bi ubio njegovu porodicu i onda Mekdaf ne bi zahtevao osvetu i ubio Magbeta.

## Moderna
Slično već pomenutom Edipu, moderniji primer bio bi Dart Vejder u Zvezdanim ratovima ili Lord Voldemort u Hariju Poteru i Veliko drvo u romanu Persi Džekson i bogovi Olimpa - svaki od glavnih junaka pokušava da preduzme korake ka sprečavanju događaja koji su predviđeni da izazovu njihov neuspeh, ali umesto toga stvaraju uslove koji vode ka ispunjenju proročanstava. Još jedan manje poznat primer je lik po imenu Džon Mičel u seriji Being Human koja se prikazivala na kanalu BBC 3. Diznijeva televizijska serija That'So Raven u kojoj glumi Rejven Simon kao naslovni lik koji ima sposobnost da vidi budućnost u čudnim situacijama. Ekstremni koraci koje lik preduzima da spreči situaciju skoro su uvek ti koji vode do nje.

### Nova misao
Zakon privlačnosti je tipičan primer samoispunjujućeg proročanstva. To je ime koje je dato verovanju da se 'slično sličnom raduje' i da, fokusirajući se na pozitivne ili negativne misli, čovek može da dođe do pozitivnih ili negativnih rezultata. Prema ovom zakonu, sve stvari se prvo stvaraju u mašti, što vodi do misli a onda i do reči i dela. Misli, reči i dela koje imamo u glavi utiču na naše namere i to čini da se očekivani rezultat i dobije. Iako postoje slučajevi gde pozitivni ili negativni stav utiče na dobijanje odgovarajućih rezultata (posebno kod plasebo i nosebo efekta) ne postoje naučni dokazi koji potvrđuju zakon privlačnosti.

## Posledično-uzročni događaji
Samoispunjujuće proročanstvo može da bude i vrsta posledično - uzročnih događaja samo onda kada se zaista zna da će se proročanstvo ispuniti jer će samo u tom slučaju budući događaji prouzrokovati dagađaje u prošlosti. U svakom drugom slučaju, to bi bio jednostavan slučaj prošlih događaja koji izazivaju buduće. Predodređenost ne uključuje obavezno natprirodne moći i može da bude rezultat nekog drugog nepogrešivog predviđanja. Problemi koji nastaju zbog nepogrešivosti i uticaja na budućnost se istražuju u Njukombovom paradoksu. Značajan primer samoispunjujućeg proročanstva odigrava se u predstavi Kralj Edip u kojoj Edip postaje kralj Tebe, ali u procesu nesvesno ispunjava proročanstvo po kome ubija svog oca i ženi se svojom majkom. Samo proročanstvo služi kao podsticaj njegovim akcijama i zbog toga je samoispunjujuće. Film 12 majmuna se bavi temom predodređenja i Kasandrinim kompleksom gde glavni lik koji putuje u prošlost objašnjava da ne može da je i promeni.